# Ambato La Gran Ciudad Challenger 2022
L'Ambato La Gran Ciudad Challenger 2022 è stato un torneo maschile tennis professionistico. È stata la 2ª edizione del torneo, facente parte della categoria Challenger 80 nell'ambito dell'ATP Challenger Tour 2022, con un montepremi di 53 120 $. Si è svolto dal 17 al 23 ottobre 2022 sui campi in terra rossa del Club Tungurahua di Ambato, in Ecuador.

## Partecipanti

### Teste di serie
| Nazionalità | Giocatore                     | Ranking* | Testa di serie |
| ----------- | ----------------------------- | -------- | -------------- |
| Perù        | Juan Pablo Varillas           | 104      | 1              |
| Argentina   | Facundo Bagnis                | 112      | 2              |
| Argentina   | Juan Pablo Ficovich           | 144      | 3              |
| Argentina   | Facundo Mena                  | 159      | 4              |
| Argentina   | Santiago Fa Rodríguez Taverna | 169      | 5              |
| Austria     | Gerald Melzer                 | 222      | 6              |
| Serbia      | Miljan Zekić                  | 242      | 7              |
| Argentina   | Thiago Agustín Tirante        | 243      | 8              |

* Ranking al 10 ottobre 2022.

### Altri partecipanti
I seguenti giocatori hanno ricevuto una wild card per il tabellone principale:
- Andrés Andrade
- Álvaro Guillén Meza
- Cayetano March

Il seguente giocatore è entrato in tabellone con il ranking protetto:
- Jan Choinski

I seguenti giocatori sono entrati in tabellone come alternate:
- Sean Cuenin
- Arklon Huertas del Pino

I seguenti giocatori sono passati dalle qualificazioni:
- Matías Zukas
- Jorge Panta
- Kiranpal Pannu
- Sriram Balaji
- Conner Huertas Del Pino
- Kosuke Ogura

## Campioni

### Singolare
Facundo Bagnis ha sconfitto in finale  João Lucas Reis da Silva con il punteggio di 7–6(7), 6–4.

### Doppio
Santiago Fa Rodríguez Taverna /  Thiago Agustín Tirante hanno sconfitto in finale  Benjamin Lock /  Courtney John Lock con il punteggio di 7–6(11), 6–3.